# Wosnessenski-Gasse

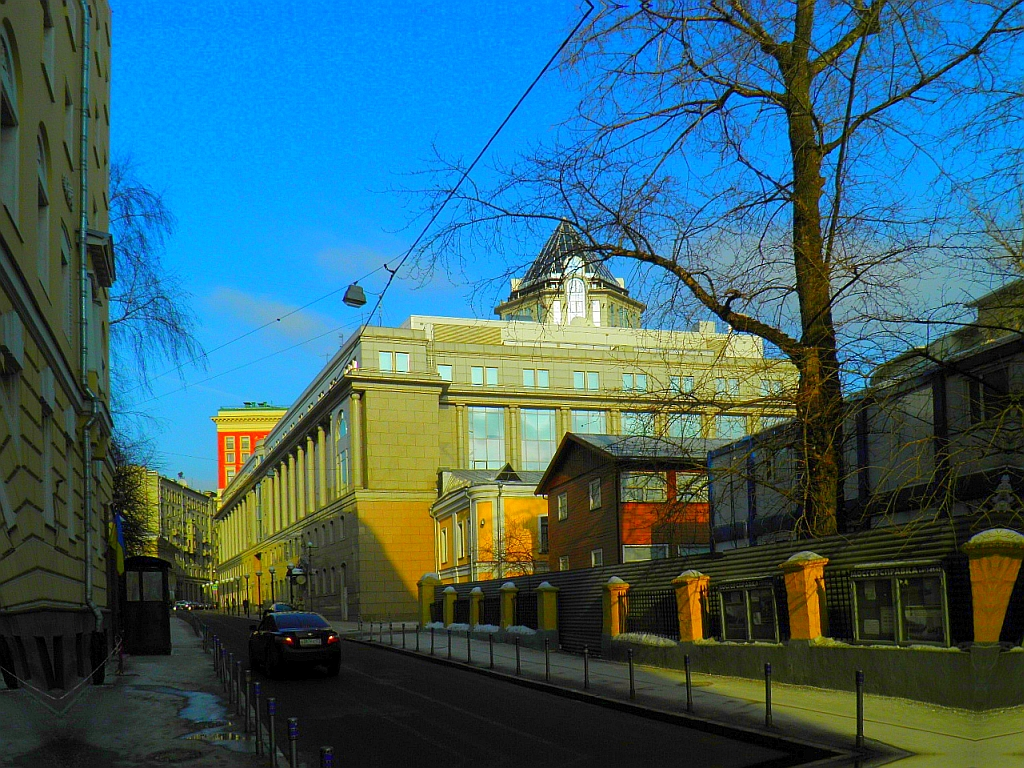
Wosnessenski-Gasse in Moskau

Die Wosnessenski-Gasse (russisch Вознесе́нский переу́лок) ist eine 650 Meter lange Straße im Zentralen Verwaltungsbezirk Moskaus. Sie führt von der Große-Nikitskaja-Straße zur Twerskaja-Straße.

## Geschichte
Die alte Gasse trug im 15. Jahrhundert den  Namen „Nowgorodski-Gasse“ wegen der Nowgoroder Gemeinde, die sich hier angesiedelt hatte. Anfang des 16. Jahrhunderts wurde hier eine Christi-Himmelfahrts-Kirche aus Holz gebaut. An deren Stelle ließ Zar Fjodor Ioannowitch 1584 die Christi-Himmelfahrts-Kirche an der Nikitskaja errichten. So bekam die Gasse den Namen "Wosnessenski" (Wosnessenije bedeutet "Himmelfahrt").
1782 wurde Generalfeldmarschall Graf Sachar Tschernyschow Gouverneur von Moskau. Für ihn wurde im selben Jahr an der Kreuzung der Gasse zur Twerskaja-Straße ein Wohnpalast errichtet. So erhielt die Gasse den Namen Große-Tschernyschowski-Gasse. Das architektonische Ensemble der Gasse besteht im Wesentlichen aus Gebäuden des 18. und 19. Jahrhunderts. Außerdem befindet sich hier die anglikanische Kirche St. Andrei. 1922 wurde die Gasse zur Erinnerung an N.W.Stankewitsch der hier lebte, in Stankewitscha-Straße umbenannt. 1994 bekam die Gasse wieder den Namen "Wosnessenski".

## Beschreibung

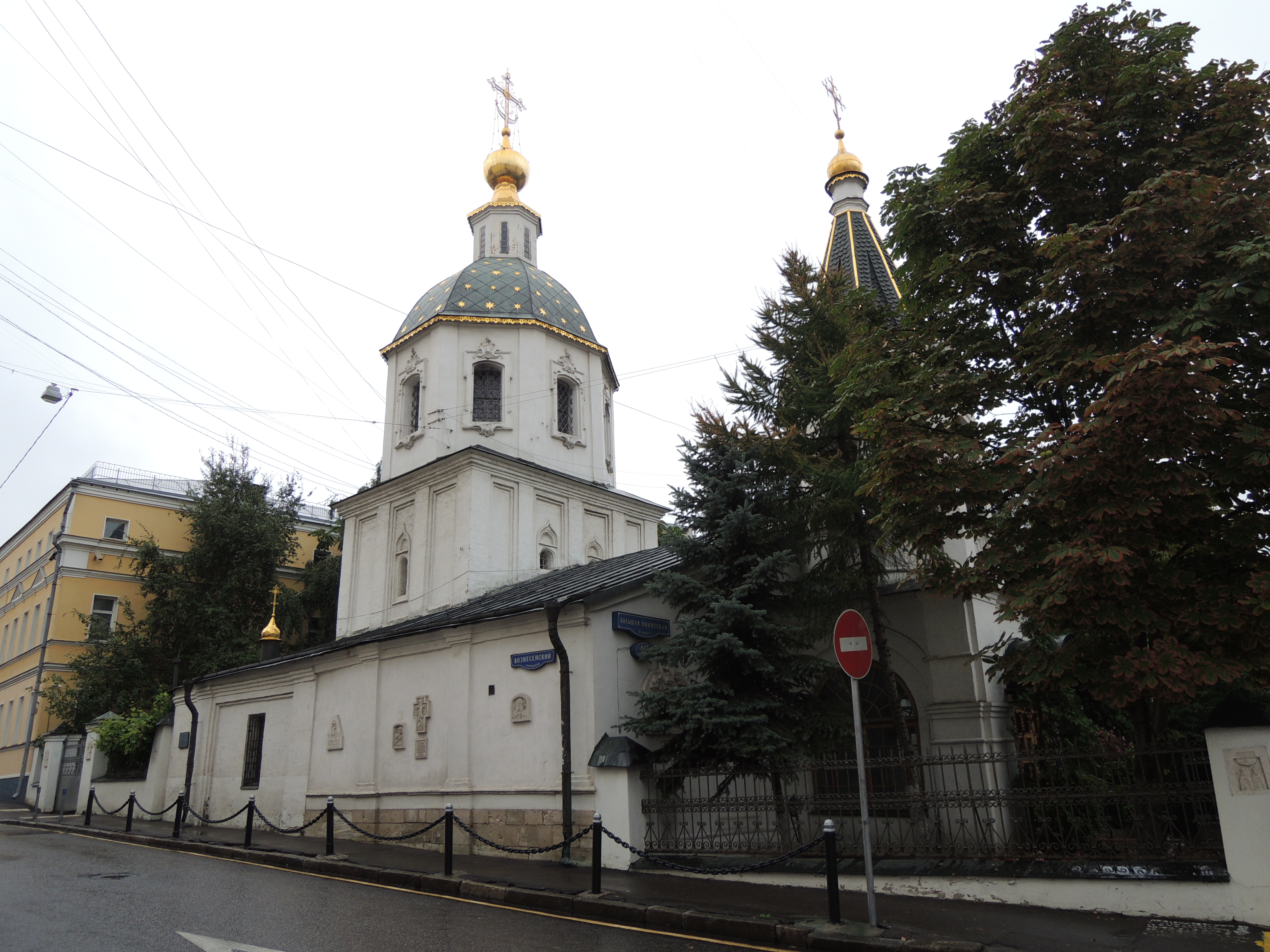
Kirche Maloje Wosnessenije (Die Kleine Himmelsfahrt), Moskau

An der Kreuzung der Gasse zur Großen Nikitskaja-Straße befindet sich die Christi-Himmelfahrts-Kirche an der Nikitskaja, die 1584 anstelle einer ehemaligen Holzkirche errichtet wurde. Sie wurde mehrfach umgebaut und restauriert, so in den 1680ern, von 1737 bis 1739 nach einem Brand, im Jahr 1764,  Anfang des 19. Jahrhunderts sowie im Jahr 1876. 1932, unter der Sowjetherrschaft, und bis zur Rückgabe 1992 an die Russisch-Orthodoxe Kirche war sie für Gottesdienste geschlossen und wurde stattdessen von verschiedenen Organisationen genutzt.
Die Kirche verfügt über einen Glockenturm, und mit einer Mauer aus dem 18. Jahrhundert umgeben. Seit der ersten Hälfte des 19. Jahrhunderts, als in der Nähe in der Nikitsakaja-Straße eine weitere große Christi-Himmelfahrts-Kirche errichtet wurde, bekam die alte Kirche den umgangssprachlichen Namen "Die kleine Himmelsfahrt" (russ. Maloje Wosnessenije)

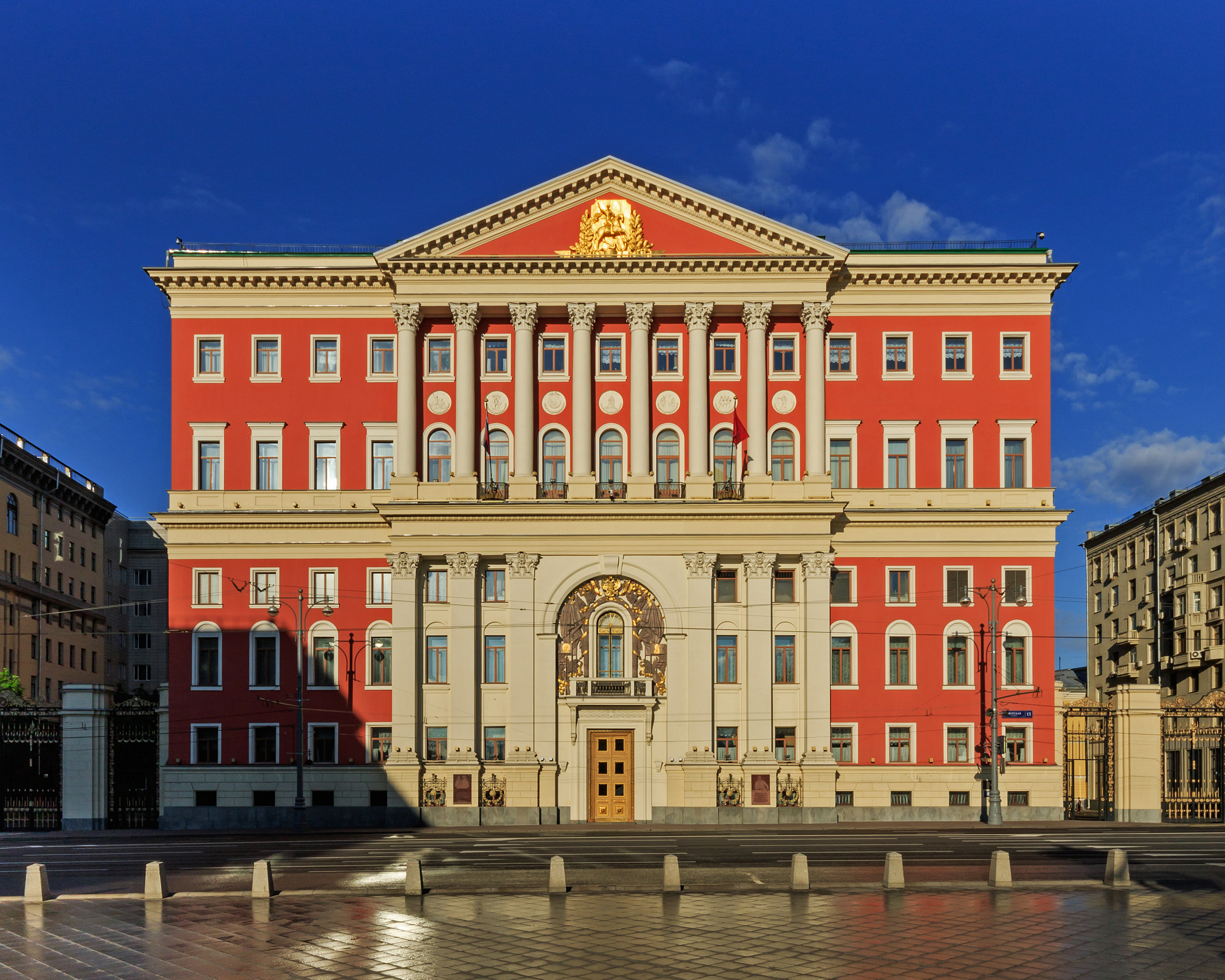
Moskauer Rathaus

Tschernyschows Herrenhaus an der Kreuzung zur Twerskaja-Straße ist heute das Moskauer Rathaus. Es wurde nach Tschernyschows Tod von der Moskauer Regierung gekauft. Das ursprünglich dreistöckige klassizistische Gebäude überstand 1812 und 1823 zwei Großbrände und wurde vor der Revolution insgesamt dreimal rekonstruiert. 1929 bis 1930 wurde es von Iwan Fomin noch einmal umgebaut.
Die geplante starke Verbreiterung der Twerskaja-Straße machte eine Zurück-Versetzung des Bauwerks um ca. 13 Meter notwendig. Am 16. September 1939 wurde das ca. 20.000 Tonnen schwere Gebäude, das mit einem Metallskelett befestigt war, innerhalb von 41 Minuten ohne Unterbrechung auf das neue Fundament verschoben, ein Weltrekord für Umstellungsgeschwindigkeit von Gebäuden. 1945 bis 1947 erfolgte ein umfangreicher Umbau unter Leitung von Dmitri Tschetschulin. Die Konstruktion wurde nochmals befestigt, zwei Stockwerke des Gebäudes wurden umgebaut und von Nikolai Tomski dekoriert.
Auf der Straße befinden sich unter anderem:
- Hausnummer 6/3. Korps 1. Das alte Herrenhaus aus dem 18. Jahrhundert gehörte ursprünglich dem Großvater von Alexander Sumarokow. Im 19. Jahrhundert waren hier Alexander Puschkin, Pjotr Wjasemski und Denis Dawydow zu Gast.[2] 1923–1959 lebte hier der Architekt Iwan Scholtowski.

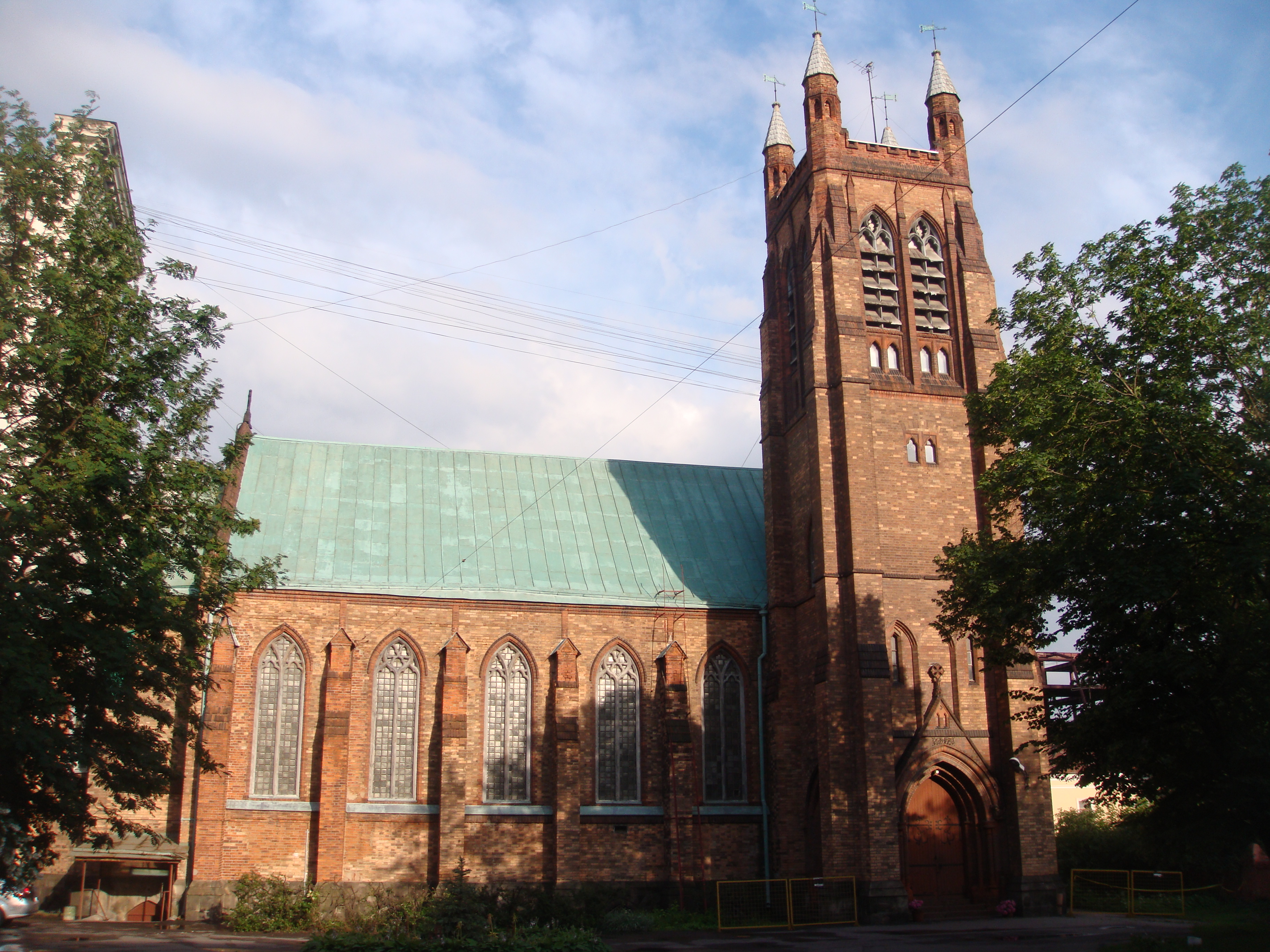
St. Andrei-Kirche

- Hausnummer 8/5. Das Ensemble der anglikanischen Kirche St. Andrej.[3] Die einzige anglikanische Kirche in Moskau wurde 1882–1884 nach dem Plan des Architekten Richard Freeman errichtet. Die einschiffige Basilika im Viktorianischen Stil hat einen Turm, der allerdings keine Glocken trägt. Unter der Sowjetherrschaft wurde die Kirche für Gottesdienste geschlossen. Auf Ansuchen von Elisabeth II. während ihres Besuchs in Moskau 1994 veranlasste Boris Jelzin die vollständige Rückgabe des Gebäudes an die Gemeinde. 2017 weilte hier der Erzbischof von Canterbury Justin Welby zu einem Besuch. Die erste Orgel der Kirche ist nicht erhalten. Eine zweite Orgel wurde Anfang 2019 installiert. Neben der Kirche befindet sich ein zweistöckiges Wohnhaus für den Kaplan. Der Kirche verfügt über eine Bibliothek und eine Sonntagsschule. Gottesdienste werden auf Englisch durchgeführt.
- Hausnummer 9. Korps 4. Wohnhaus von Pjotr Wjasemski. 1826 las hier Alexander Puschkin erstmals seine Tragödie Boris Godunov, er lebte hier im Jahr 1830.